# 小行星131762
小行星131762（131762 Csonka）是一颗绕太阳运转的小行星，为主小行星带小行星。该小行星于2002年1月20日发现。
該小行星以匈牙利工程師喬納卡·亞諾什命名。

## 轨道参数
小行星131762的轨道半长轴为379 887 463 km，2.5393547 UA，离心率为0.218。